# Stylidioideae
Stylidioideae es una subfamilia de Stylidiaceae descubierta por Johannes Mildbraed en su monografía de la familia en 1908. La subfamilia fue creada para distinguir las diferencias entre los cinco diferentes géneros de Stylidiaceae desde el género Donatia, que Mildbraed emplazó en la subfamilia Donatioideae. La subfamilia representa lo incierto de la inclusión taxonómica de Donatia, que ha sido emplazada en su propia familia , Donatiaceae, o en otras como Saxifragaceae.
La clasificación de Mildbraed también incluye dos tribus: Phyllachneae, que incluye los géneros  Forstera y Phyllachne, y Stylidieae, que incluye Levenhookia, Oreostylidium, y Stylidium.